# Mormonia hinda
Mormonia hinda là một loài bướm đêm trong họ Noctuidae.